# Mnium pseudolycopodioides
Mnium pseudolycopodioides là một loài Rêu trong họ Mniaceae. Loài này được Müll. Hal. & Kindb. mô tả khoa học đầu tiên năm 1892.